# توارث غیرمندلی

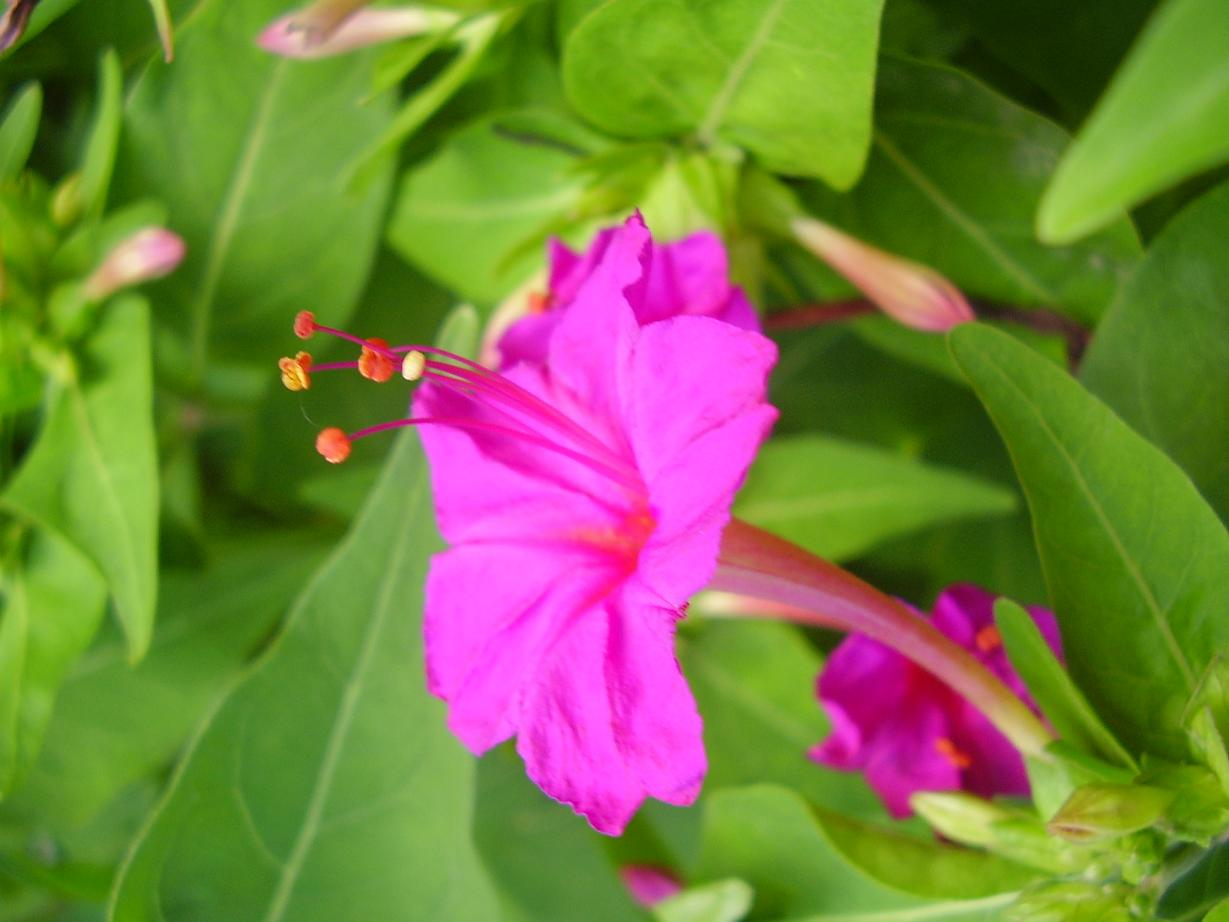
Mirabilis jalapa

توارث غیر مندلی یک اصطلاح کلی است که اشاره به هر گونه الگوی وراثت دارد که در آن صفات مطابق با قوانین مندل تفکیک نمی‌شوند. این قوانین توصیف توارث صفات مربوط به تک ژن در کروموزومهای موجود در هسته است. در توارث مندلی هر یک از پدر و مادر در یکی از دو الل برای هر صفت شرکت می‌کند. اگر ژنوتیپ پدر و مادر هر دو در یک لقاح ژنتیکی شناسایی شوند، قوانین مندل به منظور تعیین توزیع فنوتیپ مورد انتظار برای جمعیت زاده‌ها می‌تواند مورد استفاده قرار گیرد. چندین مورد که در آن نسبت فنوتیپ مشاهده‌شده در فرزند با مقادیر پیش‌بینی مطابقت ندارد؛ شناسایی شده‌است.
توارث غیرمندلی نقش مهمی در فرایندهای چندین بیماری بازی می‌کند.